# 梓ようこ
梓 ようこ（あずさ ようこ、1955年3月5日 - ）は、日本の元女優。

## 経歴
にっかつロマンポルノ女優。活動時期1970年代後半から1980年代前半。1970年代にはSM誌のグラビアモデル。
2017年から映像コンテンツ権利処理機構に連絡のとれない権利者として掲載されている。

## 出演作品

### 映画
- 蜜月（一郎の妻）
- 温泉芸者 湯舟で一発（イク子）
- 実録色事師 ザ・ジゴロ（塩川和子）
- 性虐!女を暴く
- 女教師狩り（今日子）
- 軽井沢夫人（秋吉時子）
- 宇能鴻一郎の人妻いじめ（荒賀郁代）
- ワイセツ家族 母と娘（ミシシッピィクインの女）
- セーラー服鑑別所（水商売風の女）
- 桃尻同級生 まちぶせ（薫）
- 情婦はセーラー服（エミ）
- 密猟妻 奥のうずき（ホステス風の女）
- 未亡人の寝室（ユミコ）
- あそばれる女（見合写真の娘）
- 狂った果実（ケイ子）
- 欲情まんかい　若妻同窓会（久美子）
- 団鬼六 OL縄奴隷（藤川圭子）
- ハードスキャンダル 性の漂流者（若い妻）
- 赤い通り雨（美沙子）
- 新入社員 (秘)OL大奥物語（みつ子）
- ズームイン 暴行団地（沙智）
- 背徳夫人の欲情（秋山夫人）
- 桃子夫人の冒険（亜希子）
- 団地妻 肉欲の陶酔（赤木夫人）
- Mr.ジレンマン 色情狂い（美代子）
- ズームアップ　暴行現場（山本文代）
- 金曜日の寝室（柴田伸子）
- 襲え!（染子）
- 団地妻 二人だけの夜（苦爪憲子）
- ザ・コールガール　情痴の檻（森山明美）
- 襲う!!（矢野映子）
- 宇能鴻一郎のあげちゃいたいの（秋本ケイ子）
- 女子大生 (秘)SEX診断（サチ）
- 若妻日記 悶える（並木良子）
- 東京チャタレー夫人（永沢マリ子）
- 夜這い海女（礼子）
- 不連続殺人事件（八重）
- 国際線スチュワーデス　官能飛行（李明華）
- 嗚呼!!花の応援団（ホステス）
- どんぐりッ子（兄嫁）
- 性処女 ひと夏の経験（ホステス）
- 暴行切り裂きジャック（看護婦）
- キャンパス・エロチカ 熟れて開く（北川みどり）
- やさぐれ刑事（広美）
- 濡れた壷（若い女）
- わたしのSEX白書 絶頂度（看護婦）
- 修道女ルナの告白（峰玲子）

### テレビドラマ
- 華麗なる刑事 第24話「恐怖のドライブ・イン」（1977年） - きよみ
- ザ・スーパーガール（1979年）
- 新五捕物帳 第66話（1979年）
- 風の隼人
- 西部警察
  - 第101話「甦れ、ヨタロー!」（1981年） - 清水明美
  - 第126話「また逢う日まで」（1982年） - 証言するホステス
- 西部警察 PART-II 第5話「消えた身代金」（1982年） - BARながさき・ママ
- 闇を斬れ 第3話「夜伽女の怨みぶし」（1981年） - おきく
- 同心暁蘭之介 第31話（1982年）
- 女捜査官 第1話（1982年）
- 新・女捜査官 第31話（1982年）*梓よう子 名義
- 水戸黄門第34部　第14話　百鬼夜行の鬼ヶ島 (2005年) _ 百鬼のお辰